# Shaktoolik
Shaktoolik is een plaats (city) in de Amerikaanse staat Alaska, en valt bestuurlijk gezien onder Nome Census Area.

## Demografie
Bij de volkstelling in 2000 werd het aantal inwoners vastgesteld op 230.
In 2006 is het aantal inwoners door het United States Census Bureau geschat op 231, een stijging van 1 (0,4%).

## Geografie
Volgens het United States Census Bureau beslaat de plaats een oppervlakte van
2,7 km², geheel bestaande uit land.

## Plaatsen in de nabije omgeving
De onderstaande figuur toont nabijgelegen plaatsen in een straal van 96 km rond Shaktoolik.